# برمنتية شمعية

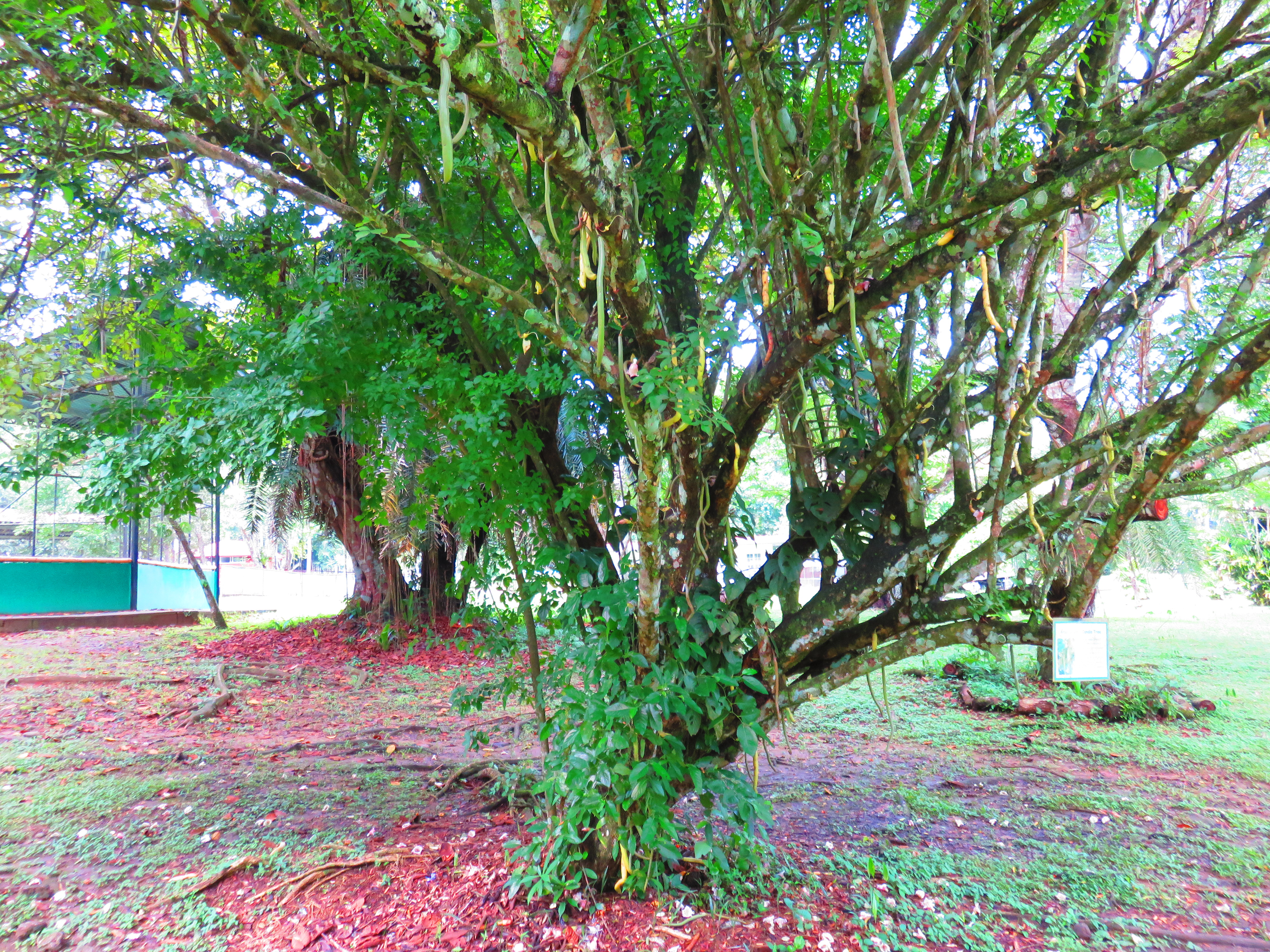
برمنتيَّة شمعيّة ، قمة بَرْك البلدية، بنمة

بَرْمَنتِيَّة شمعيَّة أو ربما شجرة الشمعة، هي نوع من الأشجار في الفصيلة بنيونية. هذه الشجرة واطنةٌ في بنما، ولكنها مزروعة في عدد في الحدائق النباتية .
تطول هذه الشجرة إلى 6 أمتار. تتكون كل ورقة مرتبة بشكل معاكس من ثلاث وريقات. تُحمَل على أعناق مجنحة تطول إلى 5 سم. الزهرة منفردة أو محمولة في مجموعة تصل إلى أربعة. كورولا خمسة فصوص بيضاء مخضرة. الثمرة لبيةٌ قرنية الشكل تطول إلى 60 سم. لونها أخضر، أصفر ناضج، شمعي الملمس. الفاكهة صالحة للأكل. يُستَخرَج من بزورها مادة شمعية شائعة الاستعمال الصناعي.